# インペラトリーツァ・アンナ (戦列艦)
インペラトリーツァ・アンナ（ロシア語:Императрица Аннаイムピラトリーツァ・アーンナ）は、ロシア帝国の一等戦列艦（линейный корабль 1 ранга）である。艦名は「女帝アンナ」という意味。

## 概要

### 建造
インペラトリーツァ・アンナは、1732年7月9日にサンクトペテルブルクの海軍工廠で起工した。建造は、イギリス人の艦船巨匠リチャード・ブラウンによって進められた。1737年6月13日に竣工し、クロンシュタットにて旗艦としてバルト艦隊に編入された。

### 構造
インペラトリーツァ・アンナは、3本マスト、3層デッキの帆走戦列艦であった。110 門から130 門の砲が、3層のデッキ、後甲板、前甲板に搭載されていた。ロシアで最初の110 門級戦列艦であった。同型艦は建造されなかった。

### 戦歴
1739年から1740年にかけて、連合艦隊に所属してフィンランド湾での演習航海を実施した。1744年7月から8月にかけてはクロンシュタット沖合停泊地に出航した。1746年7月18日にはZ・D・ミシュコーフ海軍中将の将官旗を掲げクロンシュタットを出航し、レーヴェリ（現エストニア共和国・タリン）に向かった。7月22日から23日にかけてレーヴェリで実施された模擬演習に参加した。8月4日にはクロンシュタットへ帰港した。1752年にクロンシュタットにて退役し、解体された。

## 艦長
- ジョン・パッドン （1739年 - 1740年）
- D・ケネディ （1744年、1746年）